# Nima Arkani-Hamed
Nima Arkani-Hamed (perzijsko نیما ارکانی حامد), iransko-ameriško-kanadski fizik, * 5. april 1972, Houston, Teksas, ZDA.
Arkani-Hamed deluje na področju teoretične fizike, visokoenergijske fizike, teorije strun in fizikalne kozmologije. Je profesor na Fakulteti za naravoslovje Inštituta za višji študij v Princetonu in predstojnik Središča za prihodnjo visokoenergijsko fiziko (CFHEP) v Pekingu. Pred tem je bil profesor na Univerzi Harvard in Univerzi Kalifornije v Berkeleyju.

## Zgodnje življenje
Njegova starša, oče Džafargholi »Džafar« Arkani-Hamed in Hamideh Alasti sta oba fizika iz Irana. Oče je doma iz Tabriza in je delal za Program Apollo v zgodnjih 1970-ih,, bil vodja Oddelka za fiziko na Šarifovi tehnološki univerzi v Teheranu, kasneje pa je poučeval geoznanosti in planetologijo na Univerzi McGill v Montrealu. Nima je kot otrok z družino emigriral v Kanado.

## Znanstveno delo
Diplomiral je na Univerzi v Torontu z dvojno odličnostno diplomo iz matematike in fizike leta 1993. Nato je odšel na Univerzo Kalifornije v Berkeleyju na doktorski študij, kjer je delal pod mentorstvom Lawrencea Johna Halla. Med študijem se je večino časa ukvarjal z raziskavami supersimetrije in fiziko okusa. Njegova doktorska disertacija je imela naslov Supersimetrija in hierarhije (Supersymmetry and Hierarchies). Doktoriral je leta 1997 in odšel v SLAC Univerze Stanford na podoktorski študij. V tem času je delal z Dimopoulosom in razvil paradigmo velikih dodatnih razsežnosti.
V letu je odšel na Oddelek za fiziko UCLA. V začetku januarja 2001 je odšel predavat na Univerzo Harvard. Kmalu zatem je začel delati s Georgijem in Cohenom o zamisli nujnih dodatnih razsežnostih, ki so jo poimenovali razsežnostna dekonstrukcija. Te zamisli so vodile do razvoja teorije malih Higgsov.
Leta 2006 je skupaj z Motlom, Nicolisom in Vafo predlagal šibke gravitacije (domneva WGC).
Uradno je na Harvardu postal profesor jeseni 2002. Večkrat je nastopil na različnih televizijskih programih in spregovoril v časopisih, kjer je govoril o prostoru, času, razsežnostih in trenutnemu stanju teoretične fizike. Leta 2013 je nastopil v dokumentarnem filmu Particle Fever o Velikem hadronskem trkalniku (LHC). Leta 2007 je sodeloval pri projektu Stock Exchange of Visions Benettonovega raziskovalnega središča Fabrica. 
Leta 2010 je imel na Univerzi Cornell pet predavanj v nizu Messengerjevega predavanja z naslovom Prihodnost osnovne fizike (The Future of Fundamental Physics).
Leta 2015 so ga izbrali v odbor za podelitev prebojne nagrade za osnovno fiziko.
Je tudi profesor fizike Andrewa D. Whitea na Univerzi Cornell.

## Priznanja
V letu 2009 so ga izbrali za člana Ameriške akademije umetnosti in znanosti.

### Nagrade n častni naslovi
Leta 2000 je prejel Packardovo in Sloanovo štipendijo.
Leta 2003 mu je Evropsko fizikalno društvo podelilo medaljo Gribova. Poleti 2005 je prejel nagrado društva Phi Beta Kappa za odličnost v poučevanju.
Leta 2008 mu je Univerza v Tel Avivu podelila nagrado Raymonda in Beverly Sackler za mladega znanstvenika, ki je dal izjemne in osnovne doprinose v fizikalne znanosti.
Julija 2012 je bil skupaj z osmimi fiziki otvoritveni prejemnik Milnerjeve prebojne nagrade za osnovno fiziko.

## Izbrana dela
- paradigma velikih dodatnih razsežnosti (skupaj z Gio Dvalijem in Savasom Dimopoulosom):

N. Arkani-Hamed; S. Dimopoulos; G. Dvali (1998), »The Hierarchy Problem and New Dimensions at a Millimeter«, Phys. Lett. B, 429 (3–4): 263–272, arXiv:hep-ph/9803315, Bibcode:1998PhLB..429..263A, doi:10.1016/S0370-2693(98)00466-3
I. Antoniadis; N. Arkani-Hamed; S. Dimopoulos; G. Dvali (1998), »New Dimensions at a Millimeter to a Fermi and Superstrings at a TeV«, Phys. Lett. B, 436 (3–4): 257–263, arXiv:hep-ph/9804398, Bibcode:1998PhLB..436..257A, doi:10.1016/S0370-2693(98)00860-0
N. Arkani-Hamed; S. Dimopoulos; G. Dvali (1999), »Phenomenology, Astrophysics and Cosmology of Theories with Sub-Millimeter Dimensions and TeV Scale Quantum Gravity«, Phys. Rev. D, 59 (8): 086004, arXiv:hep-ph/9807344, Bibcode:1999PhRvD..59h6004A, doi:10.1103/PhysRevD.59.086004
Arkani-Hamed, Nima; Savas Dimopoulos; Georgi Dvali (Avgust 2000), »The Universe's Unseen Dimensions«, Scientific American, 283 (2): 62–69, Bibcode:2000SciAm.283b..62A, doi:10.1038/scientificamerican0800-62, PMID 10914401
- razsežnostna dekonstrukcija (skupaj s Howardom Georgijem in Andrewom Glenom Cohenom):

N. Arkani-Hamed; A.G. Cohen; H. Georgi (2001), »(De)Constructing Dimensions«, Phys. Rev. Lett., 86 (21): 4757–4761, arXiv:hep-th/0104005, Bibcode:2001PhRvL..86.4757A, doi:10.1103/PhysRevLett.86.4757, PMID 11384341
- teorije malih Higgsov:

N. Arkani-Hamed; A. G. Cohen; H. Georgi (2001), »Electroweak symmetry breaking from dimensional deconstruction«, Phys. Lett. B, 513: 232–240, arXiv:hep-ph/0105239, Bibcode:2001PhLB..513..232A, doi:10.1016/S0370-2693(01)00741-9
N. Arkani-Hamed; A.G. Cohen; T. Gregoire; J.G. Wacker (2002), »Phenomenology of Electroweak Symmetry Breaking from Theory Space«, JHEP, 0208 (08): 020, arXiv:hep-ph/0202089, Bibcode:2002JHEP...08..020A, doi:10.1088/1126-6708/2002/08/020
N. Arkani-Hamed; A.G. Cohen; T. Gregoire; E. Katz; A.E. Nelson & J.G. Wacker (2002), »The Minimal Moose for a Little Higgs«, JHEP, 0208 (08): 021, arXiv:hep-ph/0206020, Bibcode:2002JHEP...08..021A, doi:10.1088/1126-6708/2002/08/021
N. Arkani-Hamed; A.G. Cohen; E. Katz; A.E. Nelson (2002), »The Littlest Higgs«, JHEP, 0207 (07): 034, arXiv:hep-ph/0206021, Bibcode:2002JHEP...07..034A, doi:10.1088/1126-6708/2002/07/034
- kondenzacija duhov:

N. Arkani-Hamed; H.C. Cheng; M. A. Luty; S. Mukohyama (2004), »Ghost condensation and a consistent infrared modification of gravity«, JHEP, 0405 (05): 074, arXiv:hep-th/0312099, Bibcode:2004JHEP...05..074H, doi:10.1088/1126-6708/2004/05/074
- razcepljena supersimetrija (skupaj s Savasom Dimopoulosom):

N. Arkani-Hamed; S. Dimopoulos (2005). »Supersymmetric unification without low energy supersymmetry and signatures for fine-tuning at the LHC«. JHEP. 0506 (06): 073. arXiv:hep-th/0405159. Bibcode:2005JHEP...06..073A. doi:10.1088/1126-6708/2005/06/073.
N. Arkani-Hamed; S. Dimopoulos; G.F. Giudice; A. Romanino (2005), »Aspects of split supersymmetry«, Nucl. Phys. B, 0709: 3–46, arXiv:hep-ph/0409232, Bibcode:2005NuPhB.709....3A, doi:10.1016/j.nuclphysb.2004.12.026
- temna snov:

N. Arkani-Hamed; N. Weiner (2008), »LHC Signals for a SuperUnified Theory of Dark Matter«, JHEP, 0812 (12): 104, arXiv:0810.0714, Bibcode:2008JHEP...12..104A, doi:10.1088/1126-6708/2008/12/104
N. Arkani-Hamed; D.P. Finkbeiner; T.R. Slatyer; N. Weiner (2009), »A Theory of Dark Matter«, Phys. Rev. D, 79: 015014, arXiv:0810.0713, Bibcode:2009PhRvD..79a5014A, doi:10.1103/PhysRevD.79.015014
- sipalne amplitude:

N. Arkani-Hamed; F. Cachazo; C. Cheung; J. Kaplan (2010), »A Duality for the S Matrix«, JHEP, 1003 (3): 020, arXiv:0907.5418, Bibcode:2010JHEP...03..020A, doi:10.1007/JHEP03(2010)020
N. Arkani-Hamed; J. Bourjaily; F. Cachazo; S. Caron-Huot;  in sod. (2011), »The All-Loop Integrand For Scattering Amplitudes in Planar N=4 SYM«, JHEP, 1101: 041, arXiv:1008.2958, Bibcode:2011JHEP...01..041A, doi:10.1007/JHEP01(2011)041

## Predavanja
1. "The Future of Fundamental Physics" pet predavanj na Univerzi Cornell, 4. – 8. oktober 2010 v nizu Messengerjevega predavanja.[14]
2. "Introduction to Scattering Amplitudes" pet predavanj na Univerzi Cornell, 4. – 8. oktober 2010, z glavno temo štirirazsežne supersimetrične Yang-Millsove teorije.[15]